# U-Bahnhof Quinta das Conchas

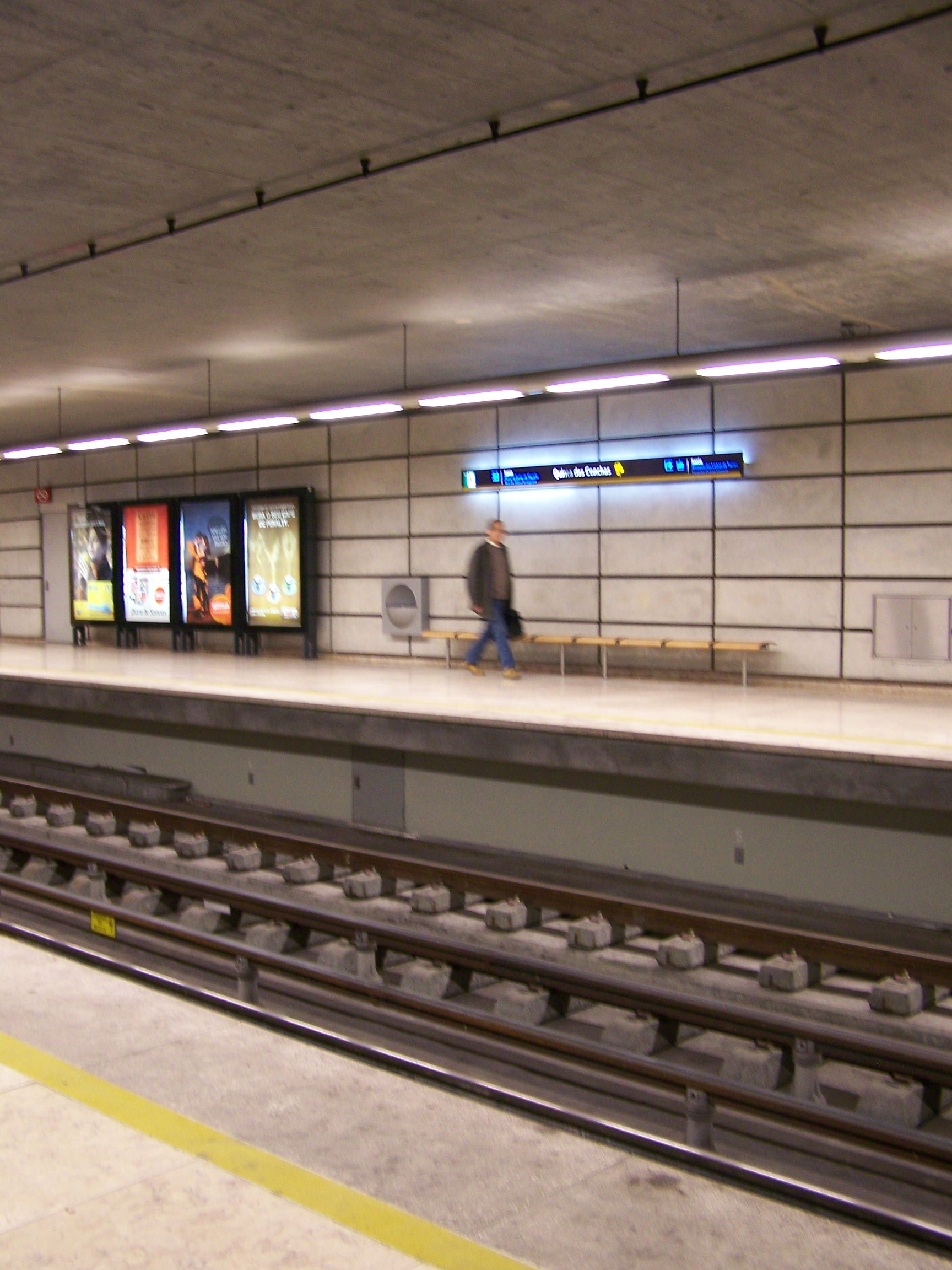
Der Bahnhof Quinta das Conchas besitzt, wie in Lissabon üblich, zwei Seitenbahnsteige.

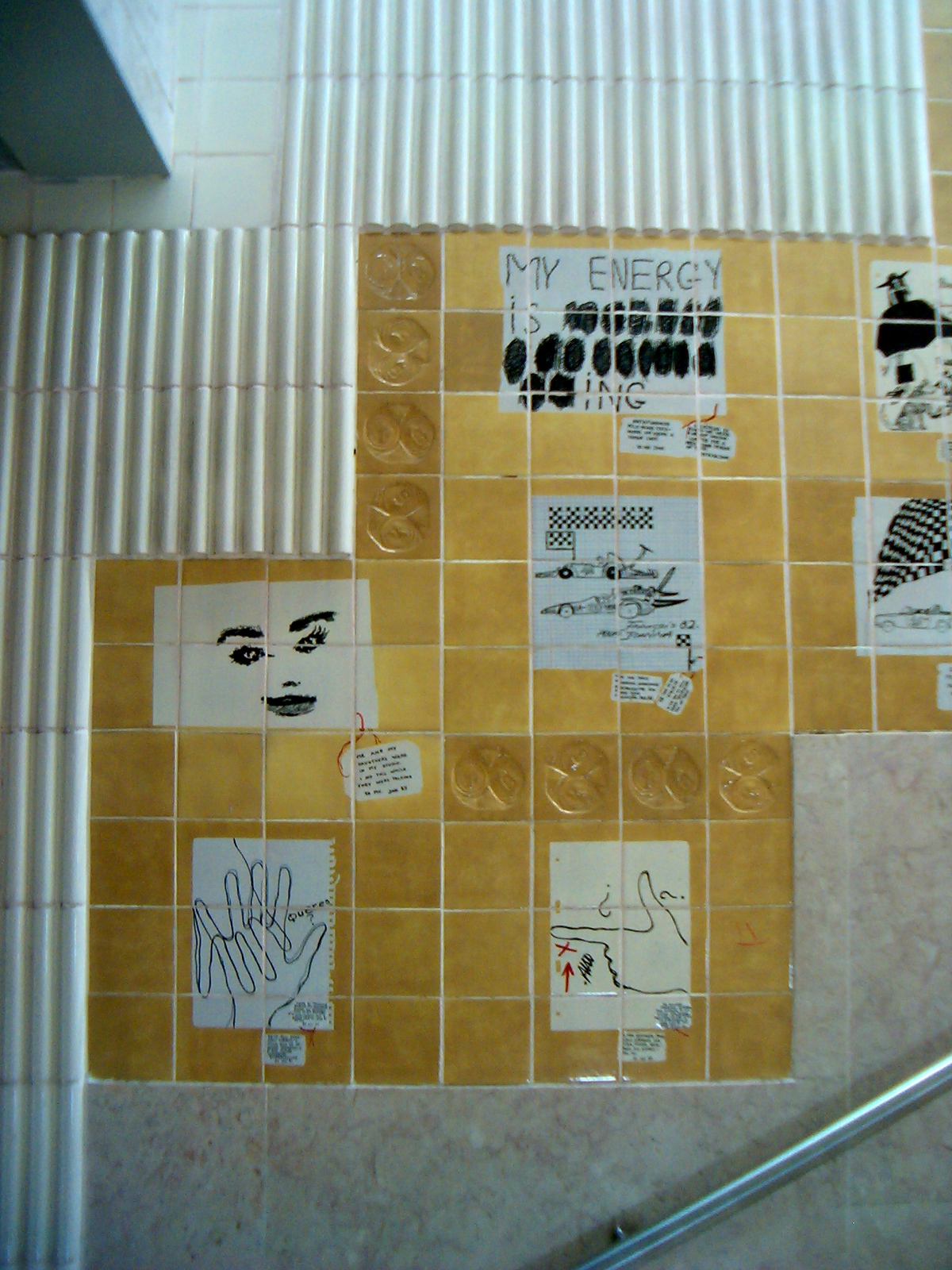
Fliesenmotive mit dem englischen Titel Scribbling and doodling, entworfen von Joana Rosa

Quinta das Conchas ist ein U-Bahnhof der Linha Amarela der Metro Lissabon, des U-Bahn-Netzes der portugiesischen Hauptstadt. Der Bahnhof befindet sich unterhalb der Straße Rua Luís Pastor de Macedo direkt neben dem öffentlichen Park Quinta das Conchas e Lilases in der Lissabonner Stadtgemeinde Lumiar. Die Nachbarbahnhöfe sind Campo Grande und Lumiar; der Bahnhof ging am 27. März 2004 in Betrieb.

## Geschichte
Der U-Bahnhof ist Teil des 2004 eröffneten Abschnittes zwischen Campo Grande und Odivelas  und befindet sich im südlichen Teil der Gemeinde Lumiar. Ziel der Verlängerung der gelben Linie (Linha Amarela) war es vor allem die bevölkerungsstarken Gebiete im Norden Lissabons an das Schnellbahnnetz anzuschließen.
Für den Bau des Bahnhofes (Planungsname Quinta das Mouras) war ein Architektenteam um Bartolomeu Costa Cabral verantwortlich, Mário Crespo, João Gomes und Anabela João waren auch beteiligt. Diese entwarfen einen relativ nüchternen Bahnhof mit einer flachen Bahnsteigdecke und den in Lissabon üblichen zwei 105 Meter langen Seitenbahnsteigen. Der Bahnhof ist so gebaut, dass es ein durchgängiges Zwischengeschoss über die gesamte Bahnhofslänge gibt. Insgesamt führen drei Ausgänge zur Oberfläche, einer direkt zum Park (Norden), einer ins benachbarte Wohngebiet (Westen) und ein weiterer Zugang zur Hauptstraße Avenida Maria Helena Vieira da Silva. Der Aufzug zwischen Zwischengeschoss und Straßenoberfläche befindet sich am mittleren Zugang.
Für die Gestaltung des Bahnhofes wurden die beiden Künstler Joana Rosa und Manuel Baptista beauftragt. Joana Rosa entwarf zahlreiche Fliesenmotive mit dem Titel Scribbling and doodling (etwa „Gekritzel und Gekrakel“), die sich durch den Bahnhof ziehen, und zahlreiche im Alltag geschaffene Zeichnung zeigen. Baptista wiederum befasste sich mit verschiedenen Mustern auf Steinen und Fliesen, die an die arabische Kunst erinnern sollen.
Nach der Eröffnung des Bahnhofes am 27. März 2004 gab es keine wesentlich Veränderungen mehr.

## Verlauf
Am U-Bahnhof bestehen Umsteigemöglichkeiten zu den Buslinien der Carris.
| Linie | Verlauf |
| ----- | --- |
|       | Odivelas – Senhor Roubado – Ameixoeira – Lumiar – Quinta das Conchas – Campo Grande – Cidade Universitária – Entre Campos – Campo Pequeno – Saldanha – Picoas – Marquês de Pombal – Rato |